# Hotlegs
 (décembre 2012).
Si vous disposez d'ouvrages ou d'articles de référence ou si vous connaissez des sites web de qualité traitant du thème abordé ici, merci de compléter l'article en donnant les références utiles à sa vérifiabilité et en les liant à la section « Notes et références ».
Hotlegs est un groupe éphémère de pop rock anglais surtout connu essentiellement pour son hit Neanderthal Man paru sur 45 tours en 1970. Le groupe était composé d'Eric Stewart, Kevin Godley, Lol Creme et - brièvement - de Graham Gouldman.
En 1972, le groupe s'est relancé sous le nom de 10cc.
Selon Eric Stewart, qui s'en explique en 2009 dans le documentaire radiophonique de la BBC The Record Producers, le nom Hotlegs (littéralement, « jambes sexy ») vient du fait « qu'il y avait cette belle jeune fille à l'époque, une réceptionniste appelée Kathy, qui avait l'habitude de porter des pantalons sexy, et [les membres du groupes l'appelaient] tout le temps "jambes sexy", et [ont] pensé à appeler le groupe Hotlegs ».

## Neanderthal Man
Neanderthal Man (« homme de Néanderthal »), créé par le trio Stewart, Goley et Creme fut initialement écrite uniquement comme un exercice de batterie destiné à tester un nouveau système d'enregistrement quatre pistes Ampex nouvellement installé aux Strawberry Studios.
Le titre Neanderthal Man, d'une durée de 4 min 22 s, se résume à une seule strophe chantée neuf fois de manière répétitive, accompagnée d'une batterie prédominante jouant un rythme tribal très lourd. Il se vent à plus de deux millions d'exemplaires, atteignant en juillet 1970 la seconde place dans le UK Singles Chart au Royaume-Uni et se classant no 22 aux  États-Unis. Il atteint la première place en Italie et en Allemagne et est un grand succès en Australie, au Canada, en France et au Japon.
La pochette française du single, sorti sur le label Fontana, représente un homme préhistorique assis et porte l'indication « À jouer très fort ».

## Autres titres
Hotlegs sort un autre single en Grande-Bretagne en 1971, Lady Sadie, au texte très libertin, et deux autres à l'étranger (Run Baby Run aux États-Unis et Desperate Dan, en Allemagne et en Espagne) mais sans grand succès.

## Discographie

### Albums
- Thinks: School Stinks – 1970/1994 - CD enregistré aux studios One Way Records.
- Song – 1971 - réédition de l'album ci-dessus, amputé de Neanderthal Man mais additionné de deux titres (Today et Loser).
- You Didn't Like It Because You Didn't Think of It – 1976/2012 - compilation enregistrée aux studios Grapefruit Records.

### Singles
- Neanderthal Man / You Didn't Like it Because You Didn't Think of It (1970)
- Lady Sadie / The Loser (Royaume-Uni, 1971)
- Run Baby Run / How Many Times (États-Unis, 1971)
- Desperate Dan / Run Baby Run (Allemagne et Espagne, 1970)